# Vattenpolo vid världsmästerskapen i simsport 2015
Vattenpolo vid världsmästerskapen i simsport 2015 i Kazan spelades mellan 26 juli och 8 augusti. Tävlingarna bestod av en turnering för herrar och en turnering för damer.

## Medaljsummering
| Disciplin | Guld    | Silver        | Brons    |
| Damer     | USA     | Nederländerna | Italien  |
| Herrar    | Serbien | Kroatien      | Grekland |